# Алкогольне сп'яніння
Алкогольне сп'яніння або алкогольна інтоксикація — різновид стану сп'яніння, що викликається психоактивною дією етанолу. Алкогольне сп'яніння викликає зміни в психологічних, фізіологічних і поведінкових функціях людини. При легкому ступені сп'яніння поведінкові прояви можуть бути відсутні, однак, наприклад, може зменшуватися здатність керувати транспортними засобами (через розсіювання уваги, уповільнення реакції). Більш важкі стадії сп'яніння алкоголем, як правило, супроводжуються втратою реальної оцінки обстановки і ролі власної особистості, розладами мови, уваги, пам'яті і координації рухів.